# The Last International Playboy
 The Last International Playboy  è un film drammatico del 2008 diretto da Steve Clark.

## Trama
Lo scrittore Jack Frost ha trascorso gli ultimi sette anni tra sesso e alcolismo, tanto da essere riconosciuto da tutti come un grande playboy. Le sue giornate si consumano in modo vuoto e inconcludente, tra party in compagnia di modelle e qualche passeggiata per le vie della città.
Questa routine viene interrotta quando il suo primo amore gli comunica che sta per sposarsi. Jack si rifiuta di accettare che l'unico riferimento rimasto nella sua vita, un'amica vera, con la quale ha condiviso tutto fin da quando erano bambini, stia per prendere marito. Nel frattempo Kate, giornalista di un noto magazine, s'interessa alla sua storia personale e finisce con l'innamorarsi di lui. C'è anche un'altra amica di Frost che ha un disperato bisogno d'aiuto: è una tossicomane, anoressica e aspirante suicida. Jack fa di tutto per salvarla, accompagnandola a ricoverarsi in una clinica per la disintossicazione.

## Produzione
Il film è stato prodotto dalla Black Note Films e C Plus Pictures. L'assistenza legale è stata curata dalla Gray Krauss Stratford Sandler Des Rochers. Le scene sono state girate a Tampa, a New York e a Manhattan. Il film è dedicato alla memoria di Lucy Gordon, che interpretava la giornalista Kate. Gordon si suicidò poco prima l'uscita del film.

### Colonne sonore
- Bright Eyes - First Day of My Life
- The Dresden Dolls - Dirty Business
- The Apples in Stereo - Benefit of Lying (With Your Friends)
- Alexi Murdoch - All of My Days
- Silver Seas - Imaginary Girl
- K. S. Rhoads - New York in Winter
- Burden of Man - Walk of Shame
- Burden of Man - I Don't Wanna Grow Up
- Ex-Vivian - No Other Fish
- Dopo Yume - Brigitte Bardot
- Falling Out of Love - Your Bedroom
- Peter Salett - Big Deal

## Distribuzione
Il film viene presentato nel gennaio 2008 al Slamdance Film Festival, e nell'aprile dello stesso anno al Newport Beach International Film Festival. Viene invece distribuito nelle sale cinematografiche statunitensi il 12 giugno 2009, mentre in quelle italiane il 5 maggio 2010.

### Divieto
Il film nei cinema americani viene classificato dalla Motion Picture Association of America (MPAA) con il certificato numero 45965, R (restricted), ovvero vietato ai minori di 17 anni non accompagnati dai genitori.